# Jamize Olawale
Jamize Olawale (San Francisco, 17 aprile 1989) è un giocatore di football americano statunitense che gioca nel ruolo di fullback per i Dallas Cowboys della National Football League (NFL). Al college ha giocato a football all'Università del North Texas.

## Carriera universitaria
Jamize iniziò a giocare al college football con i North Texas Mean Green, a partite dal 2010. Nel suo primo anno giocò 11 partite, totalizzando 79 yard su ricezione. Nell'anno da sophomore giocò 8 partite, totalizzò 9 yard su ricezione.

## Carriera professionistica

### Dallas Cowboys
Olawale firmò il 14 maggio 2012 un contratto di 3 anni per 1,44 milioni di dollari con i Dallas Cowboys, dopo non esser stato scelto al Draft NFL 2012. Il 31 agosto prima dell'inizio della stagione regolare venne svincolato. Il giorno seguente firmò con la squadra d'allenamento sempre dei Cowboys.

### Oakland Raiders
Il 4 dicembre passò dai Cowboys gli Oakland Raiders firmando un contratto di due anni per un totale di 870.000$. Debuttò nella NFL il 16 dicembre contro i Kansas City Chiefs. Chiuse la stagione da rookie giocando 3 partite. Nella stagione successiva, giocò 16 partite di cui una da titolare, totalizzando 3 corse per 6 yard e 7 ricezioni per 63 yard.
Il 25 marzo 2014 firmò per un altro anno a 570.000$.

### Ritorno ai Cowboys
Il 20 marzo 2018 Olawale fu scambiato dai Raiders facendo ritorno ai Cowboys. Nella stagione 2020 decise di non scendere in campo a causa della pandemia di COVID-19.

## Statistiche
| Partite totali         | 19 |
| Partite da titolare    | 1  |
| Yard su ricezione      | 63 |
| Touchdown su ricezione | 0  |
| Yard su corsa          | 6  |
| Touchdown su corsa     | 0  |
| Fumble persi           | 0  |

Statistiche aggiornate alla stagione 2013